# MTM Records
La MTM Records (o MTM Music) è stata una etichetta discografica statunitense specializzata in musica country.

## Storia
Venne fondata nel 1984 come sussidiaria della MTM Enterprises (società di produzione di proprietà dell'attrice Mary Tyler Moore).
Nel 1988, a seguito della vendita della casa madre, venne assorbita dalla Capitol Records.

## Artisti e gruppi
- 101 South
- Becky Hobbs
- Beggars & Thieves
- Girls Next Door
- Heaven's Edge
- Holly Dunn
- In Pursuit
- Judy Rodman
- Marty Haggard
- Paul Overstreet
- Ronnie Rogers
- S-K-O
- The Almost Brothers
- The Metro All Stars
- The Shoppe
- The Voltage Brothers